# 泉大津警察署
泉大津警察署（いずみおおつけいさつしょ）は、大阪府警察が管轄する警察署の一つ。

## 所在地
- 大阪府泉大津市田中町2番12号  
  - 南海本線泉大津駅

## 管轄区域
- 泉大津市（東豊中町3丁目は和泉警察署の管轄地域）
- 和泉市
  - 伯太町一丁目、府中町（JR阪和線西側以西の区域）
- 泉北郡忠岡町

## 沿革
- 1884年（明治7年）1月1日 - 国家地方警察堺警察署（現・大阪府警察堺警察署）大津分署として発足。
- 1891年（明治24年）1月 - 岸和田警察署の直轄となる。
- 1897年（明治30年）12月 - 堺警察署の直轄に戻される。
- 1902年（明治35年）4月 - 堺警察署から独立し、発足した鳳警察署（現・西堺警察署）の分署となる。
- 1926年（大正15年）7月1日 - 大津警察署に昇格。
- 1930年（昭和5年）12月5日 - 現在地に移転。
- 1942年（昭和17年）4月1日 - 泉北郡大津町が市制を施行して泉大津市が発足。これに伴い、泉大津警察署に改称される。
- 1948年（昭和23年）3月7日 - 警察法の施行により自治体警察として発足。泉大津市警察署と改称し、同市内のみを所轄する。
- 1954年（昭和29年）7月1日 - 警察法の改正により、泉大津市と忠岡町を管轄する大阪府警察泉大津警察署となる。
- 1975年（昭和50年）1月31日 - 庁舎を改築し、業務開始。

## 交番

### 泉大津市
- 穴師交番 - 我孫子8
- 泉大津駅前交番 - 田中町4番25号
- 宇多交番 - 上之町6番1号
- 北助松駅前交番 - 助松町一丁目3番16号
- 助松団地交番 - 助松団地1番1号
- 松之浜交番 - 松之浜町二丁目6番13号
- 港交番 - 東港町16番1号

### 泉北郡忠岡町
- 北出交番 - 北出二丁目17番43号
- 忠岡町交番 - 忠岡北一丁目1番17号
- 忠岡町西交番 - 忠岡南二丁目17番30号